# Peter Fischer (Beamter)
Peter Fischer (* 9. März 1883 in Jülich; † 14. März 1936 in Köln) war ein deutscher Rechtsanwalt, Jurist, preußischer Landrat, Oberregierungsrat und Regierungsvizepräsident.

## Leben
Der katholische Peter Fischer war der Sohn eines Verlegers aus Jülich. Nach dem Ende seiner schulischen Ausbildung absolvierte er in Freiburg, Berlin und Bonn ein Studium der Rechtswissenschaften. 1910 wurde er mit seiner Schrift Gegenstand der Hypothek am Erbbaurecht zum Dr. iur. promoviert. Im Anschluss war er als Rechtsanwalt und ab 1923 als Justiziar bei der Regierung Aachen tätig. Zwischen dem 4. Juli 1923 und dem 30. Juni 1924 wurde er auftragsweise mit den Aufgaben als Landrat des Kreises Jülich betraut. 1925 wurde er bei Regierung Aachen erst zum Regierungsrat und noch im gleichen Jahr zum Oberregierungsrat befördert, bevor er nach Oppeln wechselte, wo er 1928 zum Regierungsvizepräsidenten des Oberpräsidiums ernannt wurde. 1933 wurde er zunächst in den einstweiligen Ruhestand versetzt und im Anschluss entlassen.

## Familie
Peter Fischer war seit 1913 verheiratet.